# Задача на Пилц
Задачата на Пилц е задача от аналитичната теория на числата за определяне на осреднените стойности на обобщените тау-функции.
Известно е, че за всяко естествено m > 1 съществуват константа {\displaystyle \theta _{m}} и полином {\displaystyle P_{m}} от степен не по-висока от m - 1 такива, че
{\displaystyle \sum _{n\leq s}\tau _{m}(n)=sP_{m}(\ln s)+O\left(x^{\theta _{m}+\varepsilon }\right)\,}
за всяко ε > 0, където {\displaystyle \{\tau _{m}\}_{m=2,3,...}} са обобщените тау-функции. За {\displaystyle m=2} задачата е известна под наименованието задача на Дирихле. Точните стойности на константите {\displaystyle \theta _{m}} не са известни. Предполага се, че
{\displaystyle \theta _{m}={\frac {m-1}{2m}}.}